# لهجات إماراتية
اللَّهَجَاتُ الإِمَارَاتِيَّةُ أو الرَّمْسَةُ تشير إلى مجموعة من التنوعات اللهجية العربية المحكية في الإمارات العربية المتحدة وشمال الباطنة والبريمي وهرمزغان وبوشهر . تتشارك هذه اللهجات سمات جوهرية تتعلق بالجوانب الصوتية والمعجمية والنحوية-الصرفية، مع درجة معينة من التباين الداخلي بين اللهجات، والذي يكون غالبًا محددًا جغرافيًّا و تعتبر قسم من اللهجة الخليجية.
بالإضافة إلى ذلك يوجد شكل عام من اللهجة الإماراتية يستخدمه بشكل أساسي العمال ذوي الياقات الزرقاء في الإمارات العربية المتحدة. هذا المتغير اللغوي والذي يرتبط ارتباطًا وثيقًا بمتغيرات أخرى من لهجة الخليج العربية يدمج عناصر اللغة العربية الإماراتية مع لغات أخرى مثل الإنجليزية والفارسية والهندية والأردية والتاغالوغية. تعتبر اللغة العربية العامية الإماراتية بمثابة وسيلة مبسطة للتواصل فهي تسهل التفاعلات الأساسية في أماكن العمل ومواقع البناء والبيئات المماثلة حيث يكون التواصل متعدد اللغات ضروريًا.
يحدد المتحدثون باللهجة الإماراتية أنفسهم كمتحدثين لتنوع مميز (مقارنة باللهجات المجاورة الأخرى مثل اللهجة القطرية أو الكويتية) استنادًا إلى العديد من الخصائص الصوتية والصرفية والنحوية التي تميز اللهجة الإماراتية عن أصناف اللهجات الخليجية الأخرى.
يُعتقد أن اللهجات العربية الإماراتية تطورت من الاختلافات اللغوية التي كانت تتحدثها القبائل العربية القديمة قبل الإسلام في المنطقة، وخاصة الأزد والقيس والتميمي كما أشار اللغوي والمؤرخ الإماراتي أحمد عبيد.
ازدواجية اللسان والتنوع اللهجي

## أقسام اللهجة الإماراتية
- لهجة حضر الإمارات العربية المتحدة وهي تنقسم لقسمين:
  - لهجة حضر الساحل الغربي لدولة الإمارات العربية المتحدة (وهي اللهجة الأكثر شيوعا في الدولة):
    - اللهجة الظبيانية (نسبة لمدينة أبوظبي).
    - لهجة أهل دبي والشارقة وعجمان وحمرية الشارقة (تختلف لهجات هذه المدن قليلا عن بعضها البعض وقد ذابت اغلب الفروقات مع مرور الزمن).
    - اللهجة القيوانية (نسبة لمدينة أم القيوين وهي مثل اللهجة السابقة ولكنها تختلف عنها في بعض الكلمات).
    - لهجة حضر رأس الخيمة.
    - لهجة حضر المنطقة الغربية لإمارة أبوظبي (وتعتبر هذه اللهجة خليط بين اللهجة الظبيانية ولهجات بدو المنطقة الغربية).

  - لهجة حضر الساحل الشرقي لدولة الإمارات العربية المتحدة (وهي تختلف عن لهجة الساحل الغربي وتشبه إلى حد ما اللهجة العمانية):
    - لهجة أهل كلباء وما جاورها.
    - لهجة أهل الفجيرة وما جاورها.
    - لهجة أهل خور فكان وما جاورها.
    - لهجة أهل ضدنا وما جاورها.
    - لهجة أهل دبا وما جاورها (و تنتشر اللهجة الشحية في المدينة خاصة في شمالها وهي مختلفة عن لهجة حضر دبا).
- لهجة بدو الإمارات العربية المتحدة:
  - لهجات بدو الإمارات الشمالية (وتختلف فروع هذه اللهجة باختلاف المناطق والقبائل).
  - لهجات بدو أبوظبي (وتختلف فروع هذه اللهجة باختلاف المناطق والقبائل).
  - لهجات بدو العين (وتختلف فروع هذه اللهجة باختلاف المناطق والقبائل).
  - لهجات بدو المنطقة الغربية (وتختلف فروع هذه اللهجة باختلاف المناطق والقبائل).
- لهجات المناطق الجبلية لدولة الإمارات العربية المتحدة
  - لهجة أهالي جبال إمارة رأس الخيمة دون الشحوح.
  - لهجة المناطق الجبلية الشرقية (وتختلف فروع هذه اللهجة باختلاف المناطق).
  - اللهجة الشحية (تختلف هذه اللهجة اختلافا كليا عن كل اللهجتين السابقتين ويتحدث هذه اللهجة أبناء قبيلة الشحوح وتختلف فروعها باختلاف المناطق وفروع القبيلة).

## أصول اللهجة
تميَّزت اللهجة الإماراتية بغزارة مفرداتها منذ القدم، نتيجة لتجمُّع الإماراتيين الأوائل الذين جاؤوا من وجهتين رئيسيتين: الغرب والجنوب. فمن الغرب جاءت ثلاث فرق رئيسية، هي: الحجازيون، والنجاديون، والحساويون، ولكلٍّ منهم لهجته الخاصة التي تختلف عن الأخرى. أما من الشرق، فقد جاء العُمانيون، الذين حملوا معهم لهجة غنية بالمفردات والتراكيب ذات الأصول الحميرية. هذا التنوّع في أصول السكان انعكس بشكل واضح على اللهجة الإماراتية، حيث اندمجت المفردات وانتقلت بين القبائل لأسباب مختلفة، مثل النفوذ القبلي أو سهولة نطق بعض الألفاظ مقارنةً بغيرها.

### ازدواجية اللسان والتنوع اللهجي
وبسبب التعايش بين اللغة العربية الفصحى (اللغة العليا) واللهجة العامية (اللغة الدنيا) فمن الممكن الحديث عن ازدواجية اللغة العربية.
وتمثل دولة الإمارات العربية المتحدة، التي تمتد على مساحة إجمالية تبلغ نحو 83 ألف كيلومتر مربع وتستضيف أكثر من 200 جنسية مختلفة، واحدة من الدول التي تضم أكبر تجمع للمجموعات العرقية في العالم. وقد أظهرت الحفريات الأثرية أن هذه المنطقة كانت تضم العديد من الأعراق السامية. ومن ثم فإن اللغة المنطوقة اللهجة الإماراتية تتضمن بعض الظلال اللهجية المختلفة. إنها تمثل أداة التواصل التي تستخدمها الغالبية العظمى من السكان، مع أن الأشخاص ذوي المستوى الثقافي الجيد قادرون على التعبير عن أنفسهم باللغة العربية الرسمية. ومع أن الامتلاء الأخير للمناطق الحضرية على حساب المناطق الريفية قد أدى إلى انخفاض متزايد في الاختلافات اللهجية المحلية فإننا لا نزال نستطيع تحديد ثلاث مناطق رئيسية ذات ظلال مختلفة من لهجة الإمارة: أبو ظبي (بما في ذلك العين والمنطقة الغربية والجزر) ودبي والإمارات الشمالية (بما في ذلك الشارقة وعجمان وأم القيوين وجزء من رأس الخيمة) والساحل الشرقي (بما في ذلك الفجيرة وخورفكان وبقية رأس الخيمة). ولإعطاء مثال عملي يجب ذكر كلمة "(مب)" وهي نفي يعني ببساطة "لا" مع اختلافاتها: "(مش)" في أبو ظبي و"(مب)" في الإمارات الشمالية و"(ما)" في الساحل الشرقي.

## تؤثر باللغات الدخيلة
يلخّص الباحثون والدّارسون أسباب تأثّر اللهجة الإماراتية بعدّة عوامل، من أبرزها استخدام أكثر من لغة في الحياة اليومية، كالإ‌نجليزية والأوردو، للتفاهم مع العمالة الوافدة والأجانب، بالإضافة إلى خجل جيل الشباب من استخدام المفردات الأصلية، ظنًّا منهم أنّها دليل على الرّجعية لا التّقدّم. كما يؤثّر الزّواج من أجنبيات والتّباعد الثقافي والفكري بين الأجيال في هذا التغيّر، إذ إنّ الشباب اليوم لم يعودوا على تواصل مباشر مع الأجداد والآباء الأوائل، الذين حملوا اللهجة الأصلية. ومن العوامل الأخرى أيضًا، اندثار بعض الكلمات القديمة التي لم تعد مستخدمة في الحياة اليومية، فضلًا عن تأثير الخدم من الجنسيات الآسيوية الذين اختلطوا بالأطفال والشباب داخل البيوت الإماراتية.
وفي محاولة للحفاظ على المفردات الأصلية وتجنّب اندثارها، يقترح بعض الباحثين تدوين اللهجة الشعبية، وهي عملية تتطلّب التّواصل المباشر مع أبناء الإمارات الأصليين لسماع الكلمات واستيعاب طريقة نطقها ومعانيها، إلى جانب دراسة اللغات الأخرى التي أثّرت في اللهجة المحلية، وفهم عادات الشعوب والوافدين الذين اندمجوا في المجتمع الإماراتي وشكّلوا جزءًا منه.
أمّا عن اللغات الدّخيلة التي أثّرت في اللهجة الإماراتية، فقد لخّصها الأستاذ عبد العزيز عبد الرحمن المسلم في كتابه اللهجة الإماراتية في عدّة لغات، أبرزها الإنجليزية، التي دخلت عبر الاستعمار، والفارسية، نتيجة القرب الجغرافي من إيران وبلاد فارس. كما تأثّرت اللهجة الإماراتية بالبلوشية، وهي لغة سكان جبال بلوشستان بين باكستان وإيران، وكذلك بالأردية، وهي اللغة الرئيسية في شبه القارة الهندية، وتُعرف بلغة الجيش لأنها نشأت كلغة تفاهم بين عناصر الجيوش المتعدّدة الأصول، حيث تجمع بين الهندية القديمة والفارسية والعربية. ومن اللغات المؤثّرة أيضًا، السواحلية (الزنجبارية)، وهي اللغة السائدة في شرق أفريقيا.
و هذه بعض الأمثلة على الكلمات الدخيلة :
| الكلمة الدخيلة | معناها        | لفظتها الاصلية | لغتها    |
| -------------- | ------------- | -------------- | -------- |
| موتر           | سيارة         | motor          | إنجليزية |
| زوليه          | سجادة         | جوليه          | هندية    |
| جوتي           | حذاء          | جوتاه          | هندية    |
| بنكه           | مروحة         | بنكاه          | هندية    |
| ليت            | مصباح كهربائي | light          | إنجليزية |
| خرده           | نقود معدنية   | خرده           | فارسية   |
| خاشوقه         | ملعقة         | خاشوق          | فارسية   |
| بيزات          | نقود          | بيساه          | هندية    |

## الخصائص الصوتية
اللهجة الإماراتية تتميّز بعددٍ من الخصائص الصوتية التي تُميّزها عن غيرها من اللهجات العربية، ومن أبرزها:
١. استبدال بعض الأصوات:
•قلب الجيم إلى ياء:
•“جديد” ← “يديد”
•“جبل” ← “يبل”
•قلب الكاف إلى چيم أو شين عند الخطاب المؤنث:
•“كيف حالكِ؟” ← “شحالِچ؟”
•“أحبّكِ” ← “أحبّچ”
•“كيف حالكِ؟” ← “شحالِش؟”
•“أحبّكِ” ← “أحبّش”
تحوُّل القاف إلى “گ” في بعض الكلمات:
•“قال” ← “گال”
•“قليل” ← “گليل”
٢. مدّ الأصوات وتنعيمها:
•تُمدّ بعض الحروف لتعطي إيقاعًا أكثر سلاسة، مثل:
•“شو تسوي؟” ← “شُو تُسَوِّي؟”
•“وين رايح؟” ← “وَيْنْ رَايِحْ؟”
٣. حذف بعض الحروف أو تخفيفها:
•حذف همزة الوصل والقطع أحيانًا، مثل:
•“أنت” ← “إنت”
•“أريد” ← “ريد”
•تخفيف بعض الحروف مثل:
•“هذه” ← “هاذي”
•“هكذا” ← “چي”
٤. نُطق خاص لبعض الكلمات الشائعة:
•“الحين” تُنطق “الحينه” أو “الحييّن”.
•“تعال” تُقال “تع” أحيانًا للاختصار.
٥. تأثيرات صوتية من اللغات الأخرى:
•تتأثّر اللهجة الإماراتية بلغاتٍ أخرى مثل الفارسية، والأردية، والإنجليزية، مما أضاف بعض المفردات والأصوات غير الشائعة في العربية الفصحى.
هناك أيضًا دليل للهجة العربية في الإمارات، اللهجة الإماراتية المنطوقة ونسخة إيطالية "Dialetto Emiratesino" حرره نيكو دي كوراتو مع حنان الفردان وعبد الله الكعبي مؤلفي النسخة الإنجليزية الأصلية.

## روابط خارجية
- دليل المحادثة باللهجة الإماراتية (باللغة الإيطالية)